# 在外日本人国民審査権訴訟
在外日本人国民審査権訴訟（ざいがいにほんじんこくみんしんさけんそしょう）は、日本国外に在住する在外国民が最高裁判所裁判官国民審査における国民審査権の行使を認められていないことが日本国憲法に違反しているとして、当時の最高裁判所裁判官国民審査法の違憲確認と損害賠償を求めた、日本における訴訟である。

## 概要
2017年10月22日に最高裁判所裁判官国民審査の投票が行われたが、国政選挙とは異なり在外選挙の法規定がないために、在外日本人は投票できなかった。米国在住の映画監督の想田和弘ら在外日本人5人は最高裁判所裁判官国民審査に投票できないのは違憲として、1人あたり1万円の損害賠償を国に求める訴訟を起こした。
国は、国政選挙とは異なり、最高裁判所裁判官国民審査の場合は、対象の裁判官の氏名を記載した投票用紙を準備して海外に送付するため、物理的に間に合わないとして、在外日本人が最高裁判所裁判官国民審査に投票できないのはやむをえないと主張していた。
2019年5月28日に東京地裁は投票用紙の問題について「投票者に裁判官の氏名を記入する記名式を導入すれば投票は可能」として、やむを得ない理由があったとは到底いえないとして違憲判決を出し、国に対して原告5人に各5000円の賠償を支払うよう命じる判決を言い渡した。国は控訴した。
2020年6月25日に東京高裁は東京地裁と同様に「投票者に裁判官の氏名を記入する記名式を導入すれば投票は可能」として、やむを得ない理由はないとして違憲判決を維持したものの、立法措置を怠ったとまではいえないとして賠償は命じなかった。国は上告した。
2022年5月25日に最高裁大法廷は国民審査権について「主権者である国民の権利として、選挙権と同じように平等に行使することが憲法で保障されている」として、在外日本人の投票を制限することはやむを得ない事情がなければ原則許されず、裁判官の氏名を印刷した投票用紙を外国に送付するために物理的に間に合わないという国の主張について「別の投票方式を採ることもできることから、やむを得ない事情があるとは到底言えない」とし、在外日本人が最高裁判所裁判官国民審査に投票できないことは、国民に公務員の選定や罷免をする権利を保障した日本国憲法第15条や国民審査制度を定めた日本国憲法第79条に違反するとした違憲判決を維持し、国会は在外審査制度を創設する立法措置を怠ったとして国に原告1人当たり5000円の賠償を支払う判決が言い渡され、確定した。最高裁が法律を違憲とする判決において国に賠償を命じたのは2005年の在外日本人選挙権訴訟以来2例目である。宇賀克也裁判官は「投票日や結果の確定日について若干の違いが生じても憲法には違反しない」とする補足意見を述べた。
2022年11月11日に国会で裁判官の氏名の代わりに告示順を示す数字を印刷して投票用紙を事前に用意するという手法で在外日本人が国民審査に投票することを可能とする最高裁判所裁判官国民審査法改正案が成立した。